# Langford (Dakota Południowa)
Langford – miasto w Stanach Zjednoczonych, w stanie Dakota Południowa, w hrabstwie Marshall.